# Arithmos
Arithmos je bila bizantska institucija, odnosno dopuštenje što ga država daje nekom zemljoposjedniku da na svoju zemlju naseli točno određeni broj seljaka iz redova one radne snage koja zbog neposjedovanja zemlje nije bila unesena u popise državnih poreznih obveznika, pri čemu obdareni zemljoposjednik nije za takve naseljenike, pošto bi im dodijelio česticu zemlje, bio dužan državi plaćati porez, kakav je normalno proizlazio iz trajnog posjedovanja i obradbe nekog zemljišta. Taj iznos naseljenici su otad morali plaćati zemljoposjedniku koji ih je naselio na svojem posjedu, pretvarajući se time u neposredne obrađivače tuđe zemlje, obvezne vlasniku davati uobičajene obroke u naravi i radnim dužnostima.